# HD111588
HD111588 — хімічно пекулярна зоря спектрального класу A3, що має видиму зоряну величину в смузі V приблизно  5,7.
Вона  розташована на відстані близько 382,4 світлових років від Сонця.